# رندی اسنو
 رندی اسنو (انگلیسی: Randy Snow؛ زاده ۲۴ مهٔ ۱۹۵۹ درگذشته ۱۹ نوامبر ۲۰۰۹) یک تنیس‌باز اهل ایالات متحده آمریکا بود.